# Gregorian
Gregorian je uskupení německých vokálních zpěváků, kteří převádějí rockové a popové skladby do gregoriánského stylu.

## Historie
Hamburský hudební producent Frank Peterson přišel na začátku devadesátých let s nápadem propojit gregoriánský chorál s moderní hudbou a založil s Michaelem Cretuem projekt Enigma. Pod označením gregorianský začali produkovat po prvotním úspěchu Enigmy s albem Sadness.
Na konci devadesátých let myšlenku Gregorianu oživil a pověřil svůj tým (Michael Soltau, Jan-Eric Kohrs a Carsten Heusmann) přepracováním aktuálních hitů popmusic do stylu, který se blíží zpěvu středověkých mnichů. Tento styl je znám pod názvem Gregoriánský chorál, z něhož je název skupiny odvozen. Dvanáctičlenná skupina zpěváků se tak věnuje stylu, který na pokraji hudby klasické a popu, případně je jejich tvorba označována jako Chill-Out.
První album Gregorian Masters of Chant, vydané v roce 1999, znamenalo mezinárodní úspěch. Fanoušci se dalších alb dočkali v ročních odstupech. Až do čtvrtého dílu Masters of Chant IV zůstal zvuk skupiny stejný, teprve s albem The Dark Side, které bylo vydáno v listopadu 2004, přišel do skupiny zvuk rockovější.
Roční přestávka v roce 2005, kdy bylo vydáno jen best of album, přichází v roce 2006 na svět alba hned dvě. Vedle tradiční páté kapitoly (Masters of Chant Chapter V) spatřilo světlo světa i album Vánočních koled a dalších vánočně laděných hitů od předních zpěváků, pochopitelně ve stylu gregoriánské.
V roce 2007 (30. března) jsme se dočkali ještě DVD Live in Castle Kreuzenstein, o něco později i šesté kapitoly, čili Masters of Chant Chapter VI.
Čeští fanoušci se dočkali na našem území zatím čtyř koncertů, 2. března 2005 v Kongresovém centru, 19. prosince 2008 v O2 areně, 23. února 2011 v Kongresovém centru a 24. března 2013 v Kongresovém centru.
V roce 2016 byly v Česku plánovány 2 koncerty turné The Final Chapter Tour ve dnech 11. května (Praha) a 12. května (Brno) 

## Repertoár
Styl gregoriánského chorálu omezuje výběr písní vhodných k interpretaci. Od druhého alba si proto skupina některé skladby píše sama.

### Chapter I
- 01. Brothers In Arms
- 02. Scarborough Fair (traditional)
- 03. Tears In Heaven
- 04. Still I'm Sad (Boney M)
- 05. When A Man Loves A Woman
- 06. Nothing Else Matters (Metallica)
- 07. Fade To Grey
- 08. Losing My Religion
- 09. Vienna
- 10. The Sound Of Silence (Simon and Garfunkel)
- 11. Sebastian
- 12. Don't Give Up
- 13. Save A Prayer
- 14. I Still Haven't Found What I'm Looking For

### Chapter II
- 01. Moment Of Peace (původní skladba)
- 02. The First Time I Ever Saw Your Face
- 03. In The Air Tonight
- 04. Bonny Portmore
- 05. Hymn
- 06. Child In Time
- 07. Everybody Gotta Learn Sometimes
- 08. Wish You Were Here
- 09. Lady D'Arbanville
- 10. Heaven Can Wait
- 11. Babylon
- 12. Stairway To Heaven

### Chapter III
- 01. Join Me
- 02. Be
- 03. Blasphemous Rumours
- 04. Only You
- 05. Blue Monday
- 06. Sacrifice
- 07. Ordinary World
- 08. Fields Of Gold
- 09. Before The Dawn (původní skladba)
- 10. I Won't Hold You Back
- 11. Wicked Game
- 12. Out Of The Cold (původní skladba)
- 13. Join Me (Schill Out Version)

### Chapter IV
- 01. The Gift (původní skladba)
- 02. Bridge Over Troubled Water
- 03. With Or Without You
- 04. Maid Of Orleans
- 05. Angels
- 06. Evening Falls
- 07. I'll Find My Way Home (Vangelis)
- 08. Imagine (John Lennon)
- 09. For No One
- 10. Hide & Seek
- 11. World
- 12. High Hopes
- 13. Clocks

### The Dark Side
- 01. Hurt
- 02. My Immortal
- 03. The Four Horsemen
- 04. Unbeliever (původní skladba)
- 05. Wild Rose
- 06. Close My Eyes Forever
- 07. More
- 08. Uninvited
- 09. The Raven
- 10. Gregorian Anthem (původní skladba)
- 11. Ave Santani
- 12. The End
- 13. In The Shadows

### Chapter V
- 01. Heroes
- 02. Comfortably Numb (Pink Floyd)
- 03. Send me an angel (Scorpions)
- 04. Silent Lucidity
- 05. Lady in Black
- 06. The Forest (původní skladba)
- 07. A weakened soul
- 08. Lucky Man
- 09. Stop crying your heart out
- 10. We love you
- 11. Boulevard of broken dreams
- 12. The Unforgiven
- 13. I feel Free

### Christmas Chants
- 01. Ave Maria
- 02. Silent Night
- 03. When A Child Is Born
- 04. Amazing Grace
- 05. The First Noel
- 06. In The Bleak Midwinter
- 07. Pie Jesu
- 08. A Spaceman Came Travelling
- 09. O Come All Ye Faithful
- 10. Gloria In Excelsis
- 11. Footsteps In The Snow (původní skladba)
- 12. Peace On Earth ? Little Drummer Boy
- 13. Sweeter The Bells
- 14. Child In A Manger
- 15. Happy Xmas War Is Over
- 16. Auld Lang Syne

### Chapter VI
- 01. Guide Me God
- 02. Miracle Of Love
- 03. Dreams
- 04. The Circle (původní skladba)
- 05. Mad World
- 06. Mercy Street
- 07. Believe In Me
- 08. One Of Us
- 09. Who Wants To Live Forever (Queen)
- 10. Crying In The Rain
- 11. Greensleeves
- 12. Joga
- 13. A Time Has Come (původní skladba)
- 14. Fix You

### Chapter VII
- 01. Meadows Of Heaven (Nightwish)
- 02. One (U2)
- 03. It Will Be Forgiven (Gregorian)
- 04. Sweet Child of Mine (Guns ‘n’ Roses)
- 05. Face in the Crowd (Lionel Richie)
- 06. Carpet Crawlers (Genesis)
- 07. Arrival (Abba)
- 08. Enjoy the Silence (Depeche Mode)
- 09. Whiter Shade of Pale (Procol Harum)
- 10. Running Up That Hill (Kate Bush)
- 11. Molly Ban (Irish Trad.)
- 12. Kashmir (Led Zeppelin)
- 13. Chasing Cars (Snow Patrol)
- 14. Don’t Leave Me Now (Supertramp)

## Diskografie

### Alba
- 1991: Sadisfaction
- 1999: Masters of Chant (The Red)
- 2000: Masters of Chant (ReRelease)
- 2001: Masters of Chant Chapter II (The Blue)
- 2002: Masters of Chant Chapter III (The Yellow)
- 2003: Masters of Chant Chapter IV (The Green)
- 2004: The Dark Side (The Black)
- 2005: The Masterpieces (Best-of-CD & Live-DVD)
- 2005: The Masterpieces Jewel Case! (Live-DVD & Best-of-CD)
- 2006: Masters of Chant Chapter V (The Brown)
- 2006: Christmas Chants (The Lighter Blue) (DE: #71)
- 2007: Masters Of Chant Chapter VI (The Violet)
- 2008: Masters Of Chant (USA)
- 2008: The Best Of Masters Of Chant (Special)
- 2008: Christmas Songs - Live In Berlin (Live DVD & Studio CD)
- 2009: Masters of Chant Chapter VII (The Very Red)
- 2010: Dark Side of the Chant
- 2011: Masters of Chant Chapter VIII
- 2012: Epic Chants

### Singly
- 1991: So Sad
- 1991: Once in a Lifetime
- 1999: Masters of Chant
- 1999: Losing My Religion
- 2000: Still Haven’t Found What You’re Looking For?
- 2000: I Still Haven’t Found What I’m Looking For
- 2001: Moment of Peace
- 2001: Masters of Chant - Voyage Voyage
- 2001: Voyage Voyage (Francie) (Desirelles)
- 2002: Masters of Chant Chapter III - Voyage Voyage
- 2003: Join Me
- 2003: The Gift~Angels
- 2004: Where the Wild Roses Grow
- 2004: Engel
- 2004: The Dark Side
- 2006: Boulevard of Broken Dreams
- 2006: The Unforgiven

### Speciální edice
- MP3 - Masters of Chant (Rusko)
- Výroční edice - Masters of Chant I-III
- The Best of Masters of Chant (Austrálie)
- The Dark Side (Rocková edice)
- Masters of Chant I&II
- Masters of Chant II&III
- Masters of Chant I-III (Francie)
- Masters of Chant (USA)

### Bootlegy
- Mysique
- Mystical Chapter Part V
- Sadness Chapter Part IV
- Stairway to Heaven
- Chapter III - Chill Out
- Masters of Chant Chapter IV - Unplugged
- Mystic Spirit Voices - Chapter III
- Gala
- Sadisfaction (s pěti bonusovými skladbami)

## Videa

### DVD
- 2001 Masters of Chant in Santiago de Compostela (DVD/VHS)
- 2001 Masters of Chant Moments of Peace in Ireland (DVD/VHS)
- 2002 Masters of Chant Chapter III (DVD)
- 2003 Gold Edition (Best-of-DVD)
- 2005 The Masterpieces (Live-DVD & Best-of-Studio-CD)
- 2007 Live at Kreuzenstein Castle (DVD)
- 2008 Live at Kreuzenstein Castle (DVD) (USA)
- 2008 Christmas Songs & Visions - Live In Berlin (Live DVD & Studio CD)